# Єверкін Юрій Олександрович
Ю́рій Олекса́ндрович Єве́ркін (* 1982) — прапорщик Збройних сил України, учасник російсько-української війни.

## З життєпису
Народився 1982 року. Закінчив Жукинську школу. Створив родину.
У часі війни — один із тих, хто вирушив на фронт у перші дні; стрілець. Їхав на патріотизмі, не думаючи про забезпечення — як голова родини мав захищати дружину і двох донечок. Доні дізналися про те, що тато воював, коли той повернувся з госпіталю додому доліковуватися (осколкового поранення зазнав у серпні 2014-го під Дебальцевим). Командир взводу одного з підрозділів 169-го центру «Десна».
29 травня 2019 року під час метання солдатами ручних гранат РГ-42 один із курсантів не зміг викинути її з окопу (через невисокий зріст зачепився рукою за бруствер), тому граната впала під ноги. Прапорщик Єверкін миттєво зреагував — виштовхнув бійця з окопу і спробував встигнути вистрибнути. Внаслідок вибуху зазнав осколкових поранень, перебував у госпіталі та пройшов реабілітацію. Вже за кілька тижнів Юрій Єзеркін повернувся в стрій.

## Нагороди та вшанування
- Указом Президента України № 614/2019 від 21 серпня 2019 року за «особистий вагомий внесок у зміцнення обороноздатності Української держави, мужність, виявлену під час бойових дій, зразкове виконання службових обов'язків та високий професіоналізм» нагороджений орденом «За мужність» III ступеня[1]